# トランサム作戦
トランサム作戦（Operation Transom）は、第二次世界大戦中の1944年（昭和19年）5月17日に行われたアメリカ海軍とイギリス海軍の合同機動部隊によるジャワ島スラバヤの日本軍に対する航空攻撃。日本軍の航空機や艦船、陸上施設に打撃を与えることに成功した。

## 背景
トランサム作戦は、米英合同機動部隊がインド洋方面で行なった2つの急襲作戦のうち、コックピット作戦に続いて行なわれた作戦であった。
太平洋方面での戦闘に備えて、インド洋でその戦力を整えていたイギリス海軍にとって、トランサム作戦は極東でのイギリス海軍航空隊による最初の大規模な攻撃作戦でもあった。したがってトランサム作戦による経験は、その後のイギリス海軍の行動に役立つことにもなった。

## 戦闘経過
1944年5月17日朝、イギリス空母「イラストリアス」とアメリカ空母「サラトガ」を基幹とする米英合同機動部隊が攻撃隊を発進させた。飛び立った連合軍航空機は、スラバヤの軍港や飛行場、製油所などに対して爆撃および機銃掃射を加えた。
日本側は奇襲攻撃を受けてしまい、戦闘機による迎撃などはできなかった。2日前には海軍の第21通信隊（在スラバヤ）が、イギリス機動部隊が行動中であるとの通信解析結果を出していたが、活用されなかった。

## 結果
戦闘の結果、陸軍のマラン飛行場では格納庫1棟破壊と航空機17機炎上、海軍飛行場では戦闘機2機と陸軍重爆撃機1機が炎上した。碇泊中の艦船の被害も大きく、「第101号掃海特務艇」、「第103号駆潜特務艇」、交通船1隻と大発動艇2隻が沈没。「第36号哨戒艇」と「神鈴丸」が大破、「第108号駆潜特務艇」も浸水した。さらに、ウオノコロモ製油所も大破した。死傷者は約200人であった。日本側記録によれば、連合軍の損害は航空機3機が対空砲で撃墜され、搭乗員若干が捕虜となっている。
トランサム作戦による被害を受けて、日本軍は、機動部隊襲来のおそれの高いインド洋方面の航空部隊を、温存のため後退させることにした。アンダマン諸島ポートブレアの陸軍戦闘機（総数7機）は、パレンバン防衛強化のため撤収した。海軍の第28航空戦隊も、第705航空隊のスマトラ島コタラジャ基地からの哨戒を縮小し、主力をサマランガへと下げた。インド洋方面は元から日本軍航空戦力は少なかったが、いよいよわずかな対潜用水上機が残る程度となった。